# Cummascach mac Fogartaig
Cummascach mac Fogartaig (mort en 797) est  roi de Sud-Brega  issu du sept Uí Chernaig de Lagore du Síl nÁedo Sláine lignée des  Uí Néill du sud. Il est le fils de 
Fogartach mac Cummascaig (mort en 786), le roi précédent. Il règne de 786 à 797.
Le Síl nÁedo Sláine a été soumis en 786 par l'Ard ri Erenn Donnchad Midi mac Domnaill (mort en 797). On ne sait rien du règne de 
Cummascach sauf la mention de sa mort en 797 après s'être retiré dans la vie religieuse. À cette occasion il  mentionné comme roi de rex Deisceirt Breg c'est-à-dire roi de Sud-Brega.